# Charles Williams
Charles Walter Stansby Williams (20. září 1886, Londýn – 15. května 1945, Oxford) byl britský básník, romanopisec, teolog a literární kritik, člen Inklings a člen Zlatého úsvitu.

## Životopis
Williams se narodil roku 1886 v Londýně jako jediný syn Richarda a Mary Williamsových z Islingtonu. Měl sestru Edith, která se narodila v roce 1889. Vystudoval na St. Albans School v Hertfordshireu. Získal stipendium na University College London, ale roku 1904 odtud musel bez titulu odejít, neboť rodina neměla dostatek prostředků na jeho studia.
Ve stejném roce začal pracovat v metodistickém knihkupectví. Roku 1908 ho zaměstnal Oxford University Press – nejdříve jako pomocného korektora, rychle se však dostal až na pozici editora. Až do své smrti v roce 1945 pracoval v Oxford University Press na různých, stále důležitějších pozicích. Jedním z jeho největších vydavatelských úspěchů se stalo první rozsáhlejší anglické vydání série děl dánského filozofa Sørena Kierkegaarda.
Charles Williams je pohřben na Holywellském hřbitově v Oxfordu.
Na jeho náhrobním kameni stojí "Poet" (básník) a "Under the Mercy" (doslova "pod boží shovívavostí"), což byla fráze, kterou často používal ve svých knihách i v osobním životě.